# Gangster Tripping
Gangster Tripping è un singolo del DJ britannico Fatboy Slim, pubblicato il 5 ottobre 1998 come secondo estratto dal secondo album in studio You've Come a Long Way, Baby.

## Descrizione
Il brano contiene campionamenti presi da "Entropy" di DJ Shadow, "Word Play" e "The Turntablist Anthem" degli X-Ecutioners, "Beatbox Wash" dei Dust Junkys, e "You Did It" di Ann Robinson. Il campionamento dei Dusty Junkys fu utilizzato senza autorizzazione: Nick Lockett (MC Tunes) vinse infatti una causa durata 3 anni sui diritti d'utilizzo del campionamento che è presente nella traccia.

## Video musicale
Il videoclip, diretto da Roman Coppola, mostra una serie di oggetti (elettrodomestici, sanitari, mobili) esplodere davanti alla macchina da presa prima a velocità normale, poi al rallentatore, mostrando i minimi particolari delle esplosioni. Il videoclip richiama il finale del film Zabriskie Point di Michelangelo Antonioni, del quale Coppola è un ammiratore.

## Tracce
CD Singolo, 12" e cassetta
1. Gangster Trippin – 5:20
2. The World Went Down – 6:41
3. Jack It Up (DJ Delite) – 4:03

CD Singolo (Europa)
1. Gangster Tripping – 5:20
2. The World Went Down – 6:39

## Classifiche
| Classifica (1998) | Posizione massima |
| ----------------- | ----------------- |
| Finlandia         | 6                 |
| Germania          | 98                |
| Irlanda           | 17                |
| Nuova Zelanda     | 32                |
| Paesi Bassi       | 68                |
| Regno Unito       | 3                 |
| Svezia            | 49                |
| Svizzera          | 49                |